# 限界集落温泉
『限界集落温泉』（ギリギリおんせん）は、鈴木みそによる日本の漫画作品。『コミックビーム』（エンターブレイン）にて2009年7月号から2012年3月号まで連載された。

## あらすじ
伊豆のとある限界集落。老朽化が進み取り壊し間際の温泉旅館に、東京から一人の男がたどり着く。経営者親子に立ち退きを迫る組合理事を舌先三寸で追い返した男は、次々と現れる珍客たちを巻き込み、旅館を再興させるべく騒動を起こしてゆく。

## 登場人物
溝田とおる
ゲームクリエイター。仕事から逃亡し、ホームレス同然に伊豆へたどり着いた。口が上手く、金儲けの気配に敏感。「ウソで飯くってた」という。
山里龍之介
いたずら好きの小学生。とおると偶然出会い、実家である古旅館「山里館」を救う為に芝居を打つ。
山里康成
龍之介の父で山里館の主人。だが経営の才が無く、閉館させてしまう。小説を書いて客を呼び戻そうとしている。
川辺
旅館組合理事の老人。通称「大旦那」。山里館を老人向け入浴施設として自治体に売ろうとしている。
アユ
コスプレイヤーのネットアイドル。ブログに、自殺をほのめかす書き込みと、自分の行き先を示す大量のヒントを残して山里館にたどり着く。
康二
役場の職員。淡々と立ち退きを進めようとするが、とおるの計画に巻き込まれてゆく。外見より若い。

## 単行本
ビームコミックスとしてエンターブレインより出版。
1. 2010年2月25日発売 ISBN 978-4047263239
2. 2010年10月25日発売 ISBN 978-4047268456
3. 2011年6月25日発売 ISBN 978-4047273443
4. 2012年3月24日発売 ISBN 978-4047278370